# Piazza Statuto

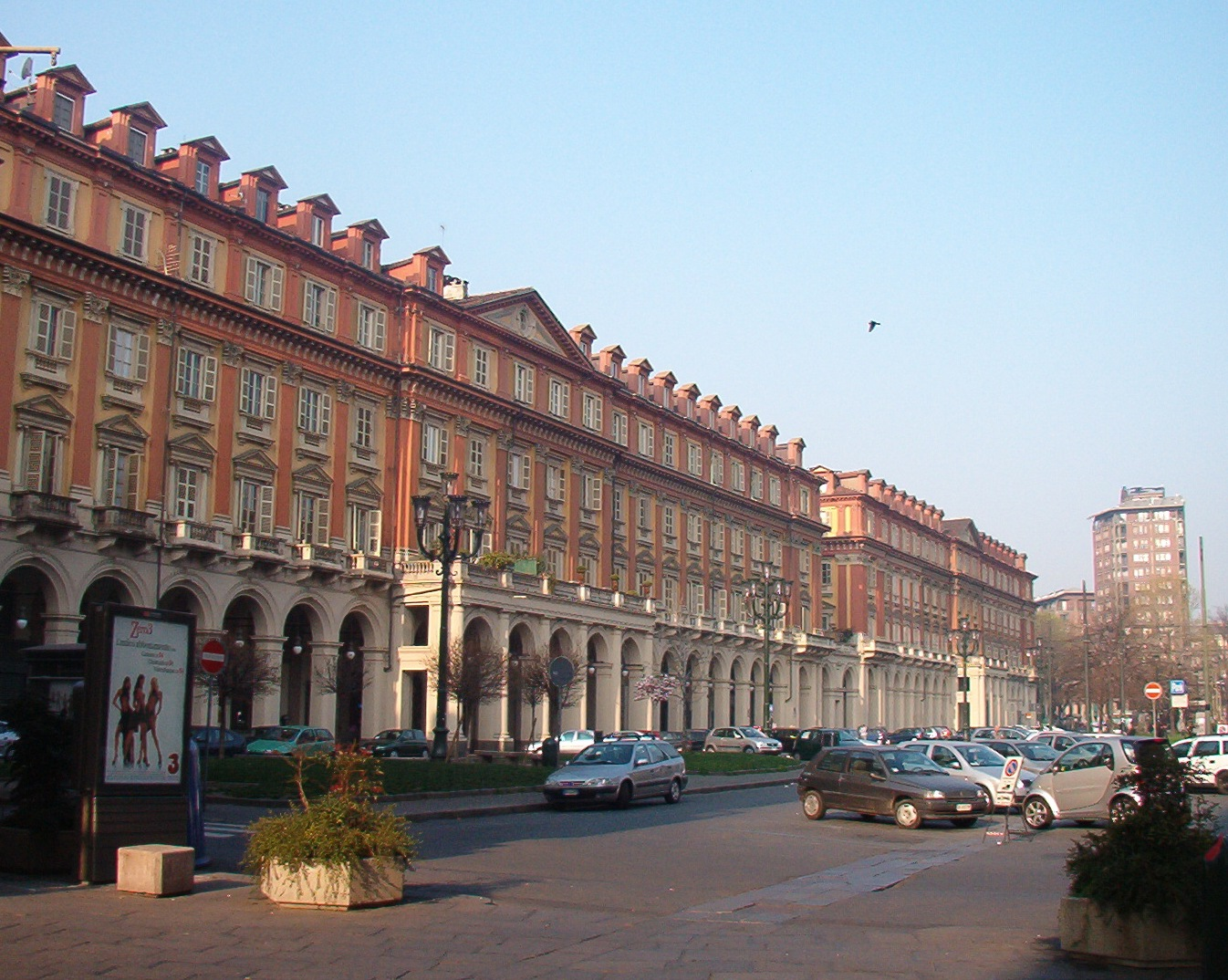
Piazza Statuto

Piazza Statuto – plac w Turynie stanowiący jeden z centralnych punktów miasta. Piazza Statuto wybiegają Corso Francia oraz prowadząca do rezydencji królewskiej dynastii sabaudzkiej w Via Garibaldi. W bliskim sąsiedztwie placu znajduje się stacja metra oraz ważny dworzec kolejowy Porta Susa.